# Atletica leggera ai XVI Giochi panamericani
L'atletica leggera ai XVI Giochi panamericani ha avuto luogo allo Stadio Telmex Athletics di Guadalajara, in Messico, dal 23 al 30 ottobre 2011. Sono stati battuti 14 record dei giochi e uno è stato eguagliato (4x100 maschile). I risultati di maggior rilievo tecnico sono stati il 13"10 del cubano, primatista del mondo, Dayron Robles sui 110 hs, di Nery Brenes nei 400 metri (44"65), di Maurren Maggi nel lungo; in generale di buon livello sono stati i salti e soprattutto i concorsi, dove sono stati battuti la maggior parte dei record dei giochi e dove in evidenza sono stati gli atleti cubani, che nel medagliere hanno ampiamente primeggiato davanti al Brasile vincendo ben 18 medaglie d'oro su 47 a disposizione.

## Risultati

### Uomini
| Evento | Oro                                                              | Prest.   | Argento                                                                          | Prest.   | Bronzo                                                                    | Prest.   |
| Corse piane |                                                                  |          |                                                                                  |          |                                                                           |          |
| 100 metri | Lerone Clarke                                                    | 10"01    | Kim Collins                                                                      | 10"04    | Emmanuel Callander                                                        | 10"16    |
| 200 metri | Roberto Skyers                                                   | 20"37    | Lansford Spence                                                                  | 20"38    | Bruno de Barros                                                           | 20"45    |
| 400 metri | Nery Brenes                                                      | 44"65    | Lunguelin Santos                                                                 | 44"71    | Ramon Miller                                                              | 45"01    |
| 800 metri | Andy Gonzalez                                                    | 1'45"58  | Kleberson Davide                                                                 | 1'45"75  | Raidel Acea                                                               | 1'46"23  |
| 1500 metri | Leandro Oliveira                                                 | 3'53"44  | Byron Piedra                                                                     | 3'53"45  | Eduar Villanueva                                                          | 3'54"06  |
| 5000 metri | Juan Barrios                                                     | 14'13"77 | Byron Piedra                                                                     | 14'15"74 | Joilson Silva                                                             | 14'16"11 |
| 10000 metri | Marilson dos Santos                                              | 29'00"64 | Juan Romero                                                                      | 29'41"00 | Giovani dos Santos                                                        | 29'51"71 |
| 3000 siepi | José Peña                                                        | 8'48"19  | Hudson de Souza                                                                  | 8'48"75  | José Sanchez                                                              | 8'49"75  |
| Corse ad ostacoli |                                                                  |          |                                                                                  |          |                                                                           |          |
| 110 metri ostacoli | Dayron Robles                                                    | 13"10    | Paulo Villar                                                                     | 13"27    | Orlando Ortega                                                            | 13"30    |
| 400 metri ostacoli | Omar Cisneros                                                    | 47"99    | Isa Phillips                                                                     | 48"82    | Félix Sánchez                                                             | 48"85    |
| Staffette |                                                                  |          |                                                                                  |          |                                                                           |          |
| 4x100 metri | Brasile Ailson Feitosa Sandro Viana Nilson Andre Bruno de Barros | 38"18    | Saint Kitts e Nevis Jason Rogers Antoine Adams Delwayne Delaney Brijesh Lawrence | 38"81    | Stati Uniti Calesio Newman Jeremy Dodson Rubin Williams Monzavous Edwards | 39"17    |
| 4x400 metri | Cuba Noel Ruiz Yoandris Betanzos Omar Cisneros Williams Collazo  | 2'59"43  | Rep. Dominicana Arismendy Peguero Lunguelin Santos Yoel Tapia Gustavo Cuesta     | 3'00"44  | Venezuela Arturo Ramirez Alberto Aguilar José Acevedo Omar Longart        | 3'00"82  |
| Concorsi |                                                                  |          |                                                                                  |          |                                                                           |          |
| Salto in alto | Donald Thomas                                                    | 2,32     | Diego Ferrín                                                                     | 2,30     | Víctor Moya                                                               | 2,26     |
| Salto in lungo | Victor Castillo                                                  | 8,05     | Daniel Pineda                                                                    | 7,97     | David Registe                                                             | 7,89     |
| Salto triplo | Alexis Copello                                                   | 17,21    | Yoandris Betanzos                                                                | 16,54    | Jefferson Sabino                                                          | 16,51    |
| Salto con l'asta | Lázaro Borges                                                    | 5,80     | Jeremy Scott                                                                     | 5,60     | Giovanni Lanaro                                                           | 5,50     |
| Getto del peso | Dylan Armstrong                                                  | 21,30    | Carlos Véliz                                                                     | 20,76    | Germán Lauro                                                              |          |
| Lancio del disco | Jorge Fernández                                                  | 65,58    | Jarred Rome                                                                      | 61,71    | Ronald Juliao                                                             | 61,70    |
| Lancio del martello | Kibwe Johnson                                                    | 79,63    | Michael Mai                                                                      | 72,71    | Noleysis Vicet                                                            | 72,57    |
| Tiro del giavellotto | Guillermo Martínez                                               | 87,20    | Cyrus Hostetler                                                                  | 82,24    | Braian Toledo                                                             | 79,53    |
| Prove su strada |                                                                  |          |                                                                                  |          |                                                                           |          |
| Maratona | Solonei Silva                                                    | 2h16'37" | Diego Colorado                                                                   | 2h17'13" | Juan Cardona                                                              | 2h18'20" |
| 20 km marcia | Erick Barrondo                                                   | 1h21'51" | James Rendon                                                                     | 1h22'46" | Luis Fernando Lopez                                                       | 1h22'51" |
| 50 km marcia | Horacio Nava                                                     | 3h48'58  | José Ojeda                                                                       | 3h49'16" | Jaime Quiyuch                                                             | 3h50'33" |
| Prove multiple |                                                                  |          |                                                                                  |          |                                                                           |          |
| Decathlon | Leonel Suárez                                                    | 8373     | Maurice Smith                                                                    | 8214     | Yordanis García                                                           | 8074     |
| record mondiale; record mondiale stagionale; record nord-centroamericano e caraibico; record sudamericano; record dei Giochi panamericani; record nazionale; record personale; record personale stagionale. |                                                                  |          |                                                                                  |          |                                                                           |          |

### Donne
| Evento | Oro                                                                        | Prest.   | Argento                                                                  | Prest.   | Bronzo                                                                | Prest.   |
| Corse piane |                                                                            |          |                                                                          |          |                                                                       |          |
| 100 metri | Rosangela Santos                                                           | 11"22    | Barbara Pierre                                                           | 11"25    | Shakera Reece                                                         | 11"26    |
| 200 metri | Ana Lemos da Silva                                                         | 22"76    | Simone Facey                                                             | 22"86    | Mariely Sanchez                                                       | 23"02    |
| 400 metri | Yenifer Padilla                                                            | 51"53    | Daysiurami Bonne                                                         | 51"69    | Geisha Coutinho                                                       | 51"87    |
| 800 metri | Adriana Muñoz                                                              | 2'04"08  | Gabriela Medina                                                          |          | Rosibel Garcia                                                        | 2'04"45  |
| 1500 metri | Adriana Muñoz                                                              | 4'26"09  | Rosibel Garcia                                                           | 4'26"78  | Malindi Elmore                                                        | 4'27"57  |
| 5000 metri | Marisol Romero                                                             | 16'24"08 | Cruz Da Silva                                                            | 16'29"75 | Inés Melchor                                                          | 16'41"50 |
| 10000 metri | Marisol Romero                                                             | 34'07"24 | Cruz Da Silva                                                            | 34'22"44 | Yolanda Caballero                                                     | 34'39"14 |
| 3000 siepi | Sara Hall                                                                  | 10'03"16 | Angela Figueroa                                                          | 10'10"14 | Sabine Heitling                                                       | 10'10'98 |
| Corse ad ostacoli |                                                                            |          |                                                                          |          |                                                                       |          |
| 100 metri ostacoli | Yvette Lewis                                                               | 12"82    | Angela White                                                             | 13"09    | Lina Flores                                                           | 13"09    |
| 400 metri ostacoli | Maria Oliveros                                                             | 56"26    | Luci Jaramillo                                                           | 56"95    | Yolanda Osana                                                         | 57"08    |
| Staffette |                                                                            |          |                                                                          |          |                                                                       |          |
| 4x100 metri | Brasile Ana Lemos da Silva Vanda Gomes Franciela Krasucki Rosangela Santos | 42"85    | Stati Uniti Kenyanna Wilson Barbara Pierre Yvette Lewis Chastity Riggien | 43"10    | Colombia Lina Flores Yenifer Padilla Yomara Hinestroza Norma Gonzalez | 43"44    |
| 4x400 metri | Cuba Aymee Martinez Diosmely Peña Susana Clement Daysiurami Bonne          | 3'28"09  | Brasile Joelma Sousa Geisha Coutinho Barbara Oliveira Jailma Lima        | 3'29"59  | Colombia Maria Oliveros Norma Gonzalez Evelis Aguilar Yenifer Padilla | 3'29"94  |
| Concorsi |                                                                            |          |                                                                          |          |                                                                       |          |
| Salto in alto | Lesyani Mayor                                                              | 1,89     | Marielis Rojas                                                           | 1,89     | Romary Rifka                                                          | 1,89     |
| Salto in lungo | Maurren Maggi                                                              | 6,94     | Shameka Marshall                                                         | 6,73     | Caterine Ibargüen                                                     | 6,63     |
| Salto triplo | Caterine Ibargüen                                                          | 14,92    | Yargeris Savigne                                                         | 14,36    | Mabel Gay                                                             | 14,28    |
| Salto con l'asta | Yarisley Silva                                                             | 4,75     | Fabiana Murer                                                            | 4,70     | Rebecca Holliday                                                      | 4,30     |
| Getto del peso | Misleydis González                                                         | 18,57    | Cleopatra Borel                                                          | 18,46    | Michelle Carter                                                       | 18,09    |
| Lancio del disco | Yarelis Barrios                                                            | 66,40    | Aretha Thurmond                                                          | 59,53    | Denia Caballero                                                       | 58,63    |
| Lancio del martello | Yipsi Moreno                                                               | 75,62    | Sultana Frizell                                                          | 70,11    | Amber Campbell                                                        | 69,93    |
| Tiro del giavellotto | Alicia Deshasier                                                           | 58,01    | Yainelis Ribiaux                                                         | 56,21    | Yanet Cruz                                                            | 56,19    |
| Prove su strada |                                                                            |          |                                                                          |          |                                                                       |          |
| Maratona | Adriana Da Silva                                                           | 2h36'37" | Madaí Pérez                                                              | 2h38'03" | Gladys Tejeda                                                         | 2h42'09" |
| 20 km marcia | Jamy Franco                                                                | 1h32'38" | Mirna Ortiz                                                              | 1h33'37" | Ingrid Hernandez                                                      | 1h34'06" |
| Prove multiple |                                                                            |          |                                                                          |          |                                                                       |          |
| Heptathlon | Lucimara da Silva                                                          | 6133     | Yasmiani Pedroso                                                         | 5710     | Francia Manzanillo                                                    | 5644     |
| record mondiale; record mondiale stagionale; record nord-centroamericano e caraibico; record sudamericano; record dei Giochi panamericani; record nazionale; record personale; record personale stagionale. |                                                                            |          |                                                                          |          |                                                                       |          |

## Medagliere
| Posizione | Nazione             | Oro | Argento | Bronzo | Totale |
| --------- | ------------------- | --- | ------- | ------ | ------ |
| 1         | Cuba                | 18  | 6       | 9      | 33     |
| 2         | Brasile             | 10  | 6       | 7      | 23     |
| 3         | Stati Uniti         | 4   | 8       | 4      | 16     |
| 4         | Messico             | 4   | 4       | 2      | 10     |
| 5         | Colombia            | 3   | 5       | 9      | 17     |
| 6         | Venezuela           | 2   | 1       | 2      | 5      |
| 7         | Guatemala           | 2   | 1       | 1      | 4      |
| 8         | Giamaica            | 1   | 4       | 0      | 5      |
| 9         | Canada              | 1   | 2       | 1      | 4      |
| 10        | Bahamas             | 1   | 0       | 1      | 2      |
| 11        | Costa Rica          | 1   | 0       | 0      | 1      |
| 12        | Ecuador             | 0   | 4       | 0      | 4      |
| 13        | Rep. Dominicana     | 0   | 2       | 4      | 6      |
| 14        | Saint Kitts e Nevis | 0   | 2       | 0      | 2      |
| 15        | Trinidad e Tobago   | 0   | 1       | 1      | 2      |
| 16        | Cile                | 0   | 1       | 0      | 1      |
| 17        | Argentina           | 0   | 0       | 2      | 2      |
| 17        | Perù                | 0   | 0       | 2      | 2      |
| 19        | Barbados            | 0   | 0       | 1      | 1      |
| 19        | Dominica            | 0   | 0       | 1      | 1      |
| Totale    | Totale              | 47  | 47      | 47     | 141    |